# ASSI Brindisi 1967-1968
L'ASSI Brindisi 1967-1968, prende parte al campionato italiano di Serie C, girone E a 12 squadre. Chiude la stagione regolare al primo posto con 16V e 6P, 1165 punti fatti e 1064 punti subiti, ex aequo con la Virtus Ragusa e la Scandone Avellino. Dopo gli spareggi promozione svoltisi a Roma, viene promossa in Serie B

## Storia
Viene confermato il quintetto base della stagione precedente, Arigliano, Corbo, Perugino, Cianciaruso con il solo Felline prelevato dalla Libertas Brindisi al posto di Cioffi trasferitosi a Monopoli. Scambio Monaco-Salvemini con il Basket Brindisi, mentre Carulli viene prelevato dall'ENEL Bari, più i panchinari Sfriso e Marra per ultimo Crovato da Venezia, uno dei primi giocatori non pugliesi dell'ASSI Brindisi. In panchina il posto di Giuseppe Todisco viene occupato da Francesco Altomare. Miglior marcatore della stagione è Arigliano con 357 punti in 20 partite, seguito da Corbo con 193 p. in 18 presenze e Cianciaruso con 180 p. in 21 p.

## Roster
| ASSI Brindisi 1967/1968 | ASSI Brindisi 1967/1968 |
| Giocatori               | Staff tecnico           |
| ----------------------- | ----------------------- |

| N. | Naz.              | Ruolo | Nome                 | Anno | Alt. | Peso |  |
| -- | ----------------- | ----- | -------------------- | ---- | ---- | ---- |  |
|    | Italia (bandiera) |       | Luigi Corbo          |      |      |      |  |
|    | Italia (bandiera) |       | Franco Cozzoli       | 1947 |      |      |  |
|    | Italia (bandiera) |       | Giuseppe Monaco      |      |      |      |  |
|    | Italia (bandiera) |       | Domenico Cianciaruso | 1945 |      |      |  |
|    | Italia (bandiera) |       | Teodoro Arigliano    | 1948 |      |      |  |
|    | Italia (bandiera) |       | Giancarlo Felline    |      |      |      |  |
|    | Italia (bandiera) |       | Vincenzo Sfriso      |      |      |      |  |
|    | Italia (bandiera) |       | Roberto Perugino ()  | 1941 |      |      |  |
|    | Italia (bandiera) |       | Cosimo Marra         | 1946 |      |      |  |
|    | Italia (bandiera) |       | Domenico Carulli     |      |      |      |  |
|    | Italia (bandiera) |       | Maurizio Crovato     |      |      |      |  |
|    | Italia (bandiera) |       | Piero Sarli          |      |      |      |  |

| Allenatore                       |
| Francesco Altomare               |
| Assistente/i                     |
| - Nessuno Legenda - (C) Capitano |

## Risultati

### Stagione Regolare
| Arbitri: | Martolini (Roma) Fiorito (Roma) |

|                       |       |                       |
| Missaglia 15, Pinto 9 | Punti | Arigliano 20, Corbo 9 |

| Arbitri: | Mancuso (Catanzaro) Caccamo (Reggio Calabria) |

|                                    |       |                      |
| Arigliano 21, Corbo 11, Perugino 9 | Punti | Lopresti 14, Manao 9 |

| Arbitri: | Lonardi (Cosenza) Scuderi (Catanzaro) |

|          |       |                          |
| Depont 7 | Punti | Arigliano 12, Crovato 11 |

| Arbitri: | D'Argento (Avellino) Melillo (Avellino) |

|                                     |       |                                     |
| Arigliano 15, Corbo 13, Perugino 12 | Punti | De Francesco 9, Strummolo 9, Rosa 8 |

| Arbitri: | Ugatti (Salerno) Picone (Avellino) |

|                                       |       |                                  |
| Traversa 19, Lamorgese 17, Palumbo 13 | Punti | Arigliano 17, Corbo 16, Marra 12 |

| Arbitri: | Bottari (Messina) Coglitore (Messina) |

|                                    |       |                                        |
| Arigliano 34, Corbo 20, Felline 10 | Punti | Napoletano 16, Magliulo 16, Cerovak 13 |

| Arbitri: | Ardito (Napoli) Compagnone (Napoli) |

|                                    |       |                                         |
| Tortora 19, Bertocco 12, Trovato 9 | Punti | Arigliano 20, Cianciaruso 17, Cozzoli 9 |

| Arbitri: | Bonomini (Roma) Tani (Roma) |

|                                          |       |                                 |
| Felline 19, Arigliano 18, Cianciaruso 17 | Punti | Giuri 16, Lomoro 13, Carulli 13 |

| Arbitri: | Bottari (Messina) Coglitori (Messina) |

|                          |       |                               |
| Arigliano 30, Cozzoli 14 | Punti | Sacca 18, Melara 13, Maione 9 |

| Foggia 4 febbraio 1968 10ª giornata | Libertas Russo Foggia                | 0 – 2 (a tavolino) | Assi Brindisi | \| Arbitri: \| Soavi (Bologna) Zucchinali (Bologna) \| |
| Arbitri:                            | Soavi (Bologna) Zucchinali (Bologna) |                    |               |                                                        |

| Arbitri: | Bianchi (Livorno) Galli (Livorno) |

|                                          |       |                         |
| Arigliano 24, Perugino 10, Cianciaruso 9 | Punti | Maffei 15, Sandulli 11, |

| Arbitri: | Iannascoli (Pescara) Druso (Pescara) |

|                                        |       |                                      |
| Cianciaruso 21, Arigliano 14, Corbo 12 | Punti | Pinto 15, Missaglia 10, Annunziato 9 |

| Arbitri: | Sgreccia (Colleferro) Ravaioli (Colleferro) |

|                                     |       |                          |
| Campanella 21, Cintolo 13, Tumino 8 | Punti | Arigliano 13, Felline 13 |

| Brindisi 10 marzo 1968 14ª giornata | Assi Brindisi | 2 – 0 (mancanza squadra avversaria) | Pallacanestro Siracusa |  |

| Arbitri: | Moroni (Roma) Massese (Formia) |

|                                    |       |                                      |
| Longo 16, Sturniolo 9, Cucinotta 8 | Punti | Felline 13, Perugino 8, Arigliano 8, |

| Arbitri: | Greccia (Colleferro) Mattina (Napoli) |

|                                           |       |                         |
| Cianciaruso 15, Arigliano 14, Perugino 11 | Punti | De Mitrio 22, Palumbo 8 |

| Caserta 31 marzo 1968 17ª giornata | Juvecaserta | 57 – 51 | Assi Brindisi |  |

| Arbitri: | Campo (Napoli) Ugatti (Salerno) |

|                                   |       |                       |
| Corbo 21, Cianciaruso 18, Marra 9 | Punti | Tortora 13, Mazzei 10 |

| Arbitri: | Menichetti (Firenze) Serrazanetti (Bologna) |

|                                 |       |                                     |
| Giuri 19, Carulli 13, Lomoro 12 | Punti | Arigliano 19, Corbo 17, Perugino 10 |

| Arbitri: | Sgreccia (Colleferro) Ravaioli (Colleferro) |

|                               |       |                                      |
| Saccà 21, Sauleo 11 Melara 10 | Punti | Corbo 13, Arigliano 9, Cianciaruso 8 |

| Arbitri: | Bonini (Roma) Cani (Roma) |

|                                          |       |                       |
| Cozzoli 12, Arigliano 11, Cianciaruso 10 | Punti | Verile 10, Fredella 8 |

| Avellino 12 maggio 1968 22ª giornata                                                                    | Scandone Avellino | 56 – 57 (28-25)                          | Assi Brindisi |  |
| \| \| \| \| \| Sandulli 16, Forino 14, Maffei 9 \| Punti \| Arigliano 21, Cianciaruso 14, Felline 11 \| |                   |                                          |               |  |
| |                   |                                          |               |  |
| Sandulli 16, Forino 14, Maffei 9                                                                        | Punti             | Arigliano 21, Cianciaruso 14, Felline 11 |               |  |

### Spareggi promozione
| Arbitri: | Martolini (Roma) Fiorito (Roma) |

|                    |       |                                         |
| Forino 8, Maffei 7 | Punti | Arigliano 19, Felline 10, Cianciaruso 9 |

| Arbitri: | Martolini (Roma) Fiorito (Roma) |

|                                    |       |                                    |
| Arigliano 18, Corbo 14, Felline 11 | Punti | Lopresti 13, Paparazzo 10, Manao 8 |

## Fonti
La Gazzetta del Mezzogiorno edizione 1967-68